# Mountain Lake (Virginie)
Mountain Lake est un lac d'eau douce situé près de Pembroke dans le Comté de Giles en Virginie aux États-Unis.
Avec le lac Drummond dans le Grand marais lugubre, c'est l'un des deux seuls lacs naturels de Virginie. La zone se trouve dans le Mountain Lake Wilderness Cluster (en). Il était à l'origine connu sous le nom de Salt Pond car c'est là que le bétail recevait du sel. Il est aussi connu pour la scène mythique du porté de Dirty Dancing.

## Caractéristiques
Le lac couvre généralement environ 20 hectares et son niveau était en grande partie constant à une altitude de 1 181 mètres au cours des XIXe et XXe siècles. La première attestation écrite connue du lac est celle de Christopher Gist de la Ohio Land Surveying Company, en 1751. Il fut par la suite connu sous le nom de Salt Pond.
Les lacs naturels sont communs bien plus au nord, où la chaîne des Appalaches a été soumise à une activité glaciaire géologiquement récente. Mais la base sur laquelle ce lac, le seul naturel du sud des Appalaches, existe a été la source de nombreuses spéculations. Des études scientifiques récentes indiquent qu'une combinaison inhabituelle de processus naturels a créé le lac, qui est maintenu par une fissure au fond qui fournit un exutoire aux sédiments et à l'eau et empêche le lac de devenir simplement une tourbière. La reconstitution de l'eau perdue dépend des niveaux de pluie, et le lessivage apparent des sédiments du fond rocheux fissuré est à l'origine de l'instabilité des niveaux du lac.
Les géologues estiment que le lac a environ 6 000 ans et qu'il a dû être formé par des éboulements et des barrages naturels. Des sources souterraines froides alimentent le lac et permettent rarement à la température de dépasser 21 °C en surface et 8 °C à 15 m de profondeur. En raison des canaux étroits et des ouvertures dans le fond du lac, le niveau a historiquement changé de façon spectaculaire en fonction du débit d'eau dans ces canaux. Il fait plus de 30 m de profondeur lorsqu'il est plein. Le trop-plein du lac s'écoule dans le ruisseau Little Stoney, qui constitue une cascade spectaculaire avant d'atteindre la New River.
Depuis 2002, il a été soumis en saison sèche à des baisses de niveau allant jusqu'à 4,6 m. Les dernières fluctuations de niveau se sont produites entre 1751 et 1804, les récits historiques donnant des comptes-rendus très différents de la taille du lac. De 2008 à 2020, Mountain Lake n'était rien de plus qu'une fosse brun-rougeâtre, seulement partiellement remplie d'eau. Les niveaux d'eau du lac avaient considérablement fluctué au cours des vingt années précédentes. Le niveau a d'abord chuté en 1999 et est revenu à ses niveaux normaux en 2003. En 2006, il a de nouveau chuté et le lac s'est complètement vidé sur plusieurs jours, laissant derrière lui des poissons morts en décomposition. De 2008 à 2012, il était presque entièrement vide. Cependant, les employés du complexe ont remarqué que le lac avait commencé à se remplir au cours d'un printemps humide de 2020, atteignant un remplissage d'environ un tiers le 14 juillet. Au cours de la période sèche la plus récente du lac, les chercheurs ont examiné la géologie de la région et ont conclu que le lac subissait un cycle naturel de montée et de descente : pendant les périodes sèches, les sédiments accumulés se déplaceraient à travers un système de « plomberie » naturel constitué d'ouvertures dans le fond du lac. Le lac atteindrait ses points les plus bas à l'issue d'un cycle d'environ 400 ans,.
Il reste encore à découvrir où va l'eau lorsqu'elle s'écoule. En janvier 2012, une livre de fluorescéine a été déversée dans chacun des quatre trous d'évacuation au fond du lac. En avril 2013, il n'y avait toujours pas de réapparition du colorant dans les divers cours d'eau à proximité. Le candidat le plus probable pour un « cours d'eau récepteur » était Pond Drain, et des traces de colorant ont effectivement été récupérées à la confluence avec Hunters Branch. L'expérience n'a cependant pas permis de déterminer de manière concluante si la « fuite » de Mountain Lake se retrouve également dans Pond Drain. Le substrat rocheux sous le lac pourrait capter l'eau chargée de colorant, puis la relâcher beaucoup plus tard. En outre, le drainage souterrain pourrait ignorer les divisions topographiques à la surface. Il n'y a pas non plus de preuve que l'eau souterraine du Mountain Lake coule vraiment vers les cascades et le ruisseau Little Stony. Le colorant pourrait encore couler à travers des conduits avant d'émerger à une ou plusieurs sources mais on ne sait toujours pas lesquelles. Si les trous d'évacuation du lac sont connectés à des carbonates dans le schiste de Reedsville-Trenton (en) (Martinsburg), alors les quelque 700 gallons (2 650 litres) par minute qui fuient dans le substrat rocheux pourraient se diffuser à travers un vaste réseau de fractures souterraines plutôt que de s'écouler vers un ou plusieurs points de résurgence.
Près du lac se trouve l'une des rares forêts primaires de Virginie avec une tourbière d'épinettes, la tourbière de Mann, abritant un éventail inhabituel d'espèces isolées du nord.
Au cours d'une sévère vague de froid en janvier 1985, Mountain Lake a établi le record de température négative pour la Virginie à −34 °C.

## Mountain Lake Hotel

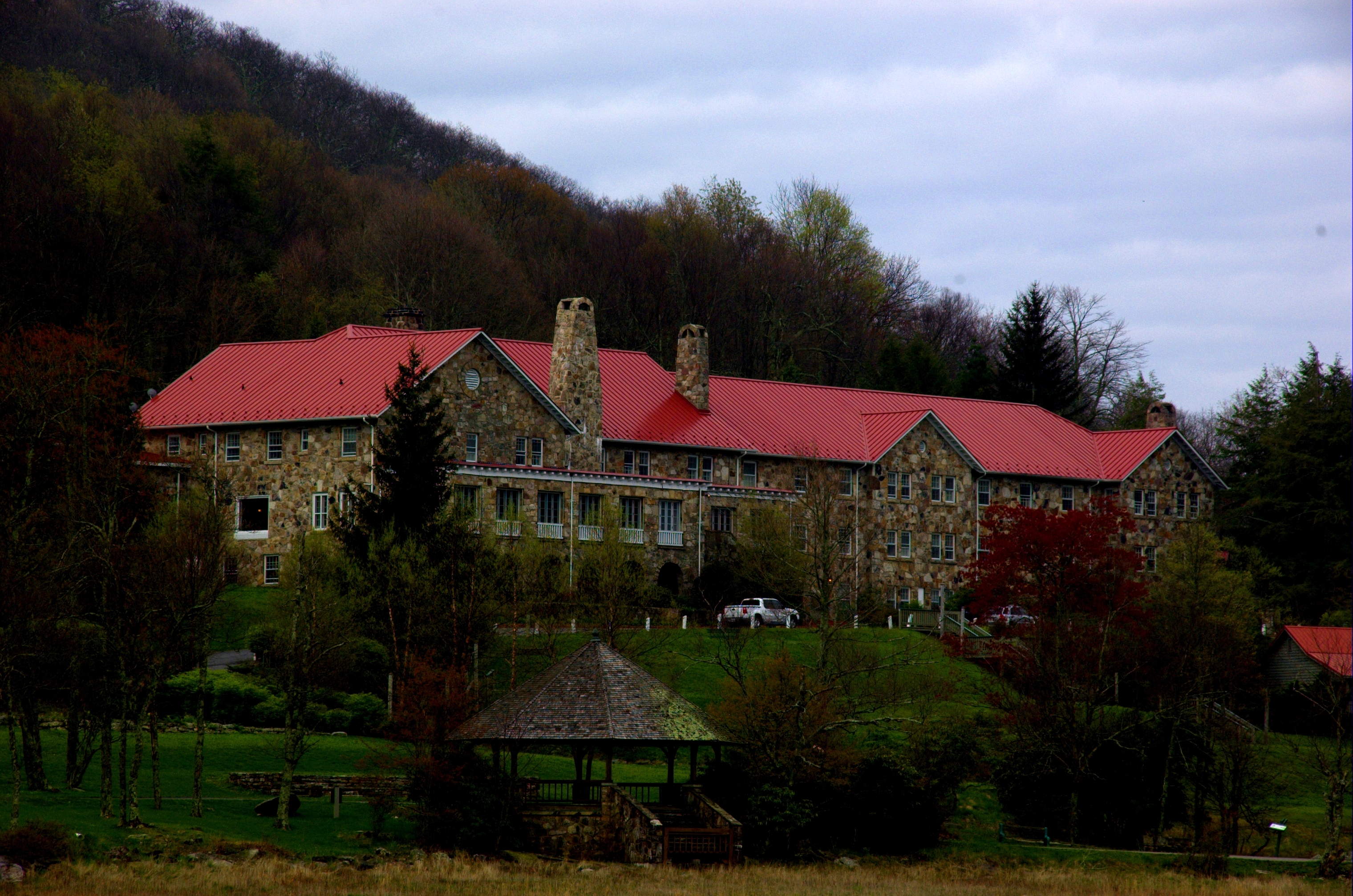
Le Mountain Lake Hotel en 2012.

Salt Pond est fréquenté tout au long du début du XIXe siècle. En mars 1856, Henley Chapman incorpore la Mountain Lake Co. pour fournir hébergement et divertissement à ses visiteurs. Peu de temps après, un hôtel en bois et une scierie sont construits. Les voyageurs en diligence provenant de Christiansburg et d'Union sont les premiers clients avant la construction du Virginia and Tennessee Railroad (en) (prédécesseur du Norfolk and Western Railway) vers la fin des années 1850.
Après la bataille de Cloyd's Mountain en 1864, pendant la guerre de Sécession (1861-1865), le général de l'Union George Crook fait marcher ses troupes jusqu'à l'actuelle ville d'Union via Salt Pond Mountain. En 1869 l'hôtel et ses propriétés sont vendus au général et à Mme Herman Haupt. Haupt avait dirigé la United States Military Railroad pendant la guerre. Au cours de leur première année de propriété, bien que n'opérant pas publiquement, les Haupt reçoivent une compensation de la part de certains de leurs invités pour l'hébergement fourni, ce qui incite le comté de Giles à leur imposer d'acheter une licence d'hôtel. Par la suite, ils décident d'ouvrir l'hôtel au public. En raison de la popularité de l'hôtel au cours de cette première saison, plusieurs ajouts à l'hôtel sont nécessaires pour répondre à la demande croissante d'hébergements.
L'avocat du comté de Giles, Gordon Porterfield, gère brièvement la propriété avant de la céder à son fils, Gilbert Porterfield, qui administre le complexe durant 25 ans. L'actuelle réputation de cuisine fine de l'établissement remonte à la gestion de Gilbert Porterfield. Pendant cette période, les particuliers sont autorisés à construire leurs propres chalets : dans le même temps ces « invités » reçoivent des réductions sur leurs repas et leur service de ménage. Ils bénéficient d'un bail de quinze ans, à l'issue duquel la propriété des cottages construits revient à l'hôtel. À l'heure actuelle, la plupart des noms originaux de chalets construits par les locataires-constructeurs il y a plus de cent ans sont toujours utilisés.
Dans les années 1930, William Lewis Moody, Jr. (en) de Galveston achète l'hôtel. En 1938, Moody remplace l'hôtel en bois par la structure actuelle, construite en pierre des terres environnantes. La fille de Moody, Mary Moody Northen (en) devient ensuite propriétaire de l'hôtel jusqu'à sa mort en 1986, après laquelle les administrateurs de sa succession établissent une fondation connue sous le nom Mary Moody Northen Endowment, qui entretient et exploite actuellement le complexe. La fondation est spécifiquement établie selon les vœux de Mary Moody Northen de maintenir l'hôtel et les terrains environnants tels qu'elle les avait toujours connus, sans trop de nouvelles constructions et, en particulier, sans modifier de manière significative le complexe ni perturber l'écologie délicate du terrain environnant. Pendant la majeure partie de son existence, le Mountain Lake Hotel est ouvert de la fin du printemps au début de l'automne. Cependant, peu de temps après la création de la fondation, le complexe commence à ouvrir toute l'année. Actuellement, il est ouvert de début mai à fin novembre et exploité par 1859 Historic Hotels Inc., une société de gestion hôtelière contrôlée par la Moody Foundation, une entité distincte de la Mary Moody Northen Endowment,.

## Tournage deDirty Dancing

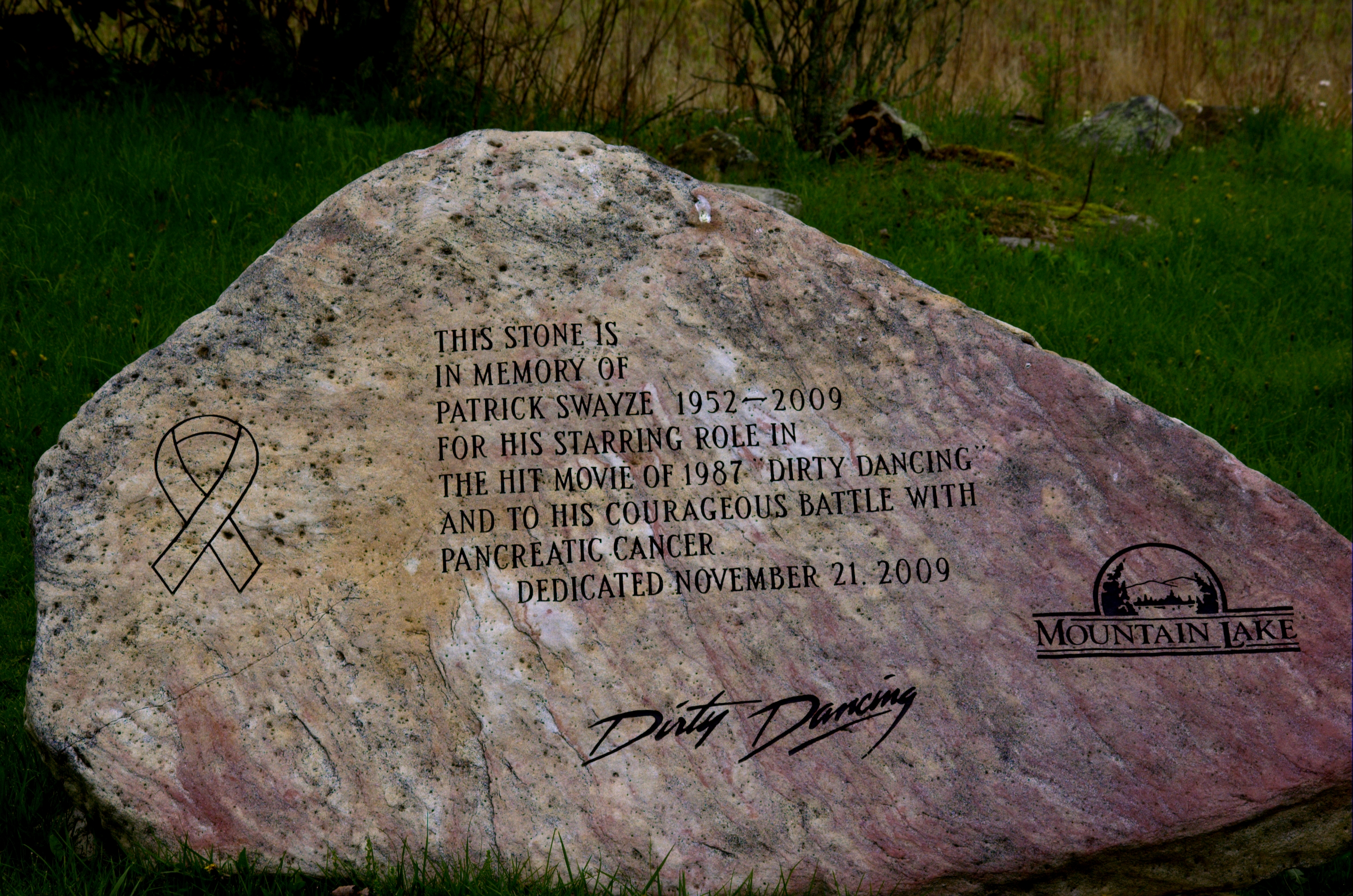
Pierre commémorative de Patrick Swayze (2009), Memorial Lake Hotel.

Mountain Lake Hotel est le lieu d'une grande partie du tournage de Dirty Dancing (1987), avec Patrick Swayze et Jennifer Grey, et notamment de la fameuse scène de la répétition, dans le lac, du porté de la danse finale. La période d'assèchement a été un véritable drame pour les fans du film, pour lesquels le Mountain Lake constitue une sorte de lieu de pèlerinage,.
Dans le film, le Stone Lodge figure le Kellerman's Resort du film, un village de vacances fictif situé dans les montagnes Catskill au nord de l'État de New York. Comme le Kellerman's, le véritable Mountain Lake Hotel Resort propose à ses clients de nombreuses activités d'intérieur telles que le tennis de table et le billard, d'extérieur comme le VTT et la randonnée, ou aquatiques comme le pédalo, le canoë et la pêche.
L'autre site de tournage est le Lake Lure Inn de 1927 situé à Lake Lure en Caroline du Nord.

## Station biologique de Mountain Lake
La Mountain Lake Biological Station (MLBS), une station de recherche et d'enseignement sur le terrain du département de biologie de l'université de Virginie, créée en 1930, est située à proximité du complexe de villégiature Mountain Lake Hotel.
La station de recherche fonctionne toute l'année et abrite des chercheurs du monde entier. La station biologique de Mountain Lake est une station de terrain résidentielle à service complet située au sommet de la montagne Salt Pond, dans le sud des Appalaches, dans le sud-ouest de la Virginie. Les programmes comprennent des cours d'été sur le terrain, des stages d'été pour les étudiants de premier cycle, de nombreux projets de recherche dirigés par des professeurs, des réunions scientifiques, des activités de sensibilisation, etc.
La station abrite également le recensement annuel de Silène qui a lieu fin mai/début juin et recense les plantes du genre Silene le long des routes entourant la station, un projet en cours depuis 1988. MLBS était la résidence d'été de l'écrivain américain Edna Henry Lee Turpin (en) (1867-1952).

## Mountain Lake Conservancy
Le Mountain Lake Conservancy (anciennement connu sous le nom de Wilderness Conservancy at Mountain Lake) est une organisation à but non lucratif fondée pour aider à gérer et à protéger les 2 600 acres (11 km2) de la propriété de Mountain Lake autour du Mountain Lake Hotel, et pour assurer l'éducation environnementale et culturelle du public. Depuis 2008, le Conservancy gère et développe des loisirs pour les clients de l'hôtel et la communauté locale.